# Део, Рамеш
Рамеш Део (маратхи रमेश देव; 30 января 1929, Колхапур, Британская Индия — 2 февраля 2022, Мумбаи) — индийский актёр кино и телевидения.

## Биография
Родился 30 января 1929 года в Колхапуре (ныне штат Махараштра). Его отец был судьей, а дед — архитектором при дворе Шаху IV.
В первый раз Део снялся в кино по стечению обстоятельств. Девушка, которая ему нравилась, хотела побывать на съёмочной площадке, и через знакомого семьи режиссёра Динкара Пателя Рамеш организовал посещение съёмок фильма Paatlaachi Por (1951), взяв за компанию несколько друзей из колледжа. По совпадению, в тот день снимали сцену студенческого собрания. Режиссёр счел, что задействованные в ней актёры выглядят слишком взрослыми, и уговорил сняться в сцене Рамеша и его друзей. Получив за один день съёмок крупную, на тот момент, сумму в 15 рупий, Део стал регулярно поставлять студентов на съёмки, а также сам играть эпизодические роли. После колледжа, из-за опасений не сдать экзамен на адвоката, он подал заявление на должность инспектора полиции и отправился в Насик, чтобы пройти обучение. Там судьба свела его с режиссёром Раджой Паранджпе, который предложил ему роль антагониста в Aandhala Magto Ek Dola (1956). Фильм стал хитом проката, а игра Део была высоко оценена. В том же году он сыграл роль второго плана в Paydali Padleli Phoole. В 1959 году его взяли на отрицательную роль в Saata Janmachi Sobti, но накануне съемок продюсер уволил ведущего актёра и попросил Рамеша его заменить. После того как фильм стал успешным, Део сыграл главного героя в таких фильмах, как Avaghachi Sansar (1960), Vardakshina (1962), Bhagya Lakshmi (1962) и Aparadh (1969).
В 1960 году по дороге на съёмки фильма Jagachya Pathivar Рамеш встретил начинающую актрису Симу, которая также должна была сняться в фильме. Они поженились в 1963 году и часто снимались вместе, сыграв в более 70 фильмах, в числе которых Vardakshina (1962), Molkarin (1963), «Преодоление» (1972) и Jetaa (2010). 
Параллельно съёмкам в кино Део основал труппу Ajinkya Theaters, которая давала представления под открытым небом. Однажды, когда труппа ездила в Ратнагири, он столкнулся с тем, что хотя он был большой звездой кино на маратхи, люди не узнавали его. Тогда он решил начать сниматься в фильмах на хинди, чтобы получить больше известности. После переезда в Бомбей ему удалось получить роль второго плана в фильме «Арти» (1962). Но в Болливуде его заметили только после выхода «Миллион рупий» (1966). За ним последовали Mehrban (1967), Shikar, Saraswatichandra и Teen Bahuraniyan (1968). Снявшийся вместе с ним в Shikar Дхармедра порекомендовал его продюсеру Тарачанду Барджатья на роль в «Разрушенная жизнь» (1970). После того как Део удалось сыграть сложную сцену гибели персонажа с одного дубля, он получил множество предложений ролей. Ещё одной причиной его востребованности было то, что он не пил, приезжал на работу заранее и часто оставался допоздна. Из множества его ролей того периода выделяют доктора в драме «Ананд» (1971). Среди его других заметных выступлений на хинди — фильмы «Игрушка» (1970), Mere Apne (1971), «Трудный выбор» (1972), Zameer (1975), «Девушка мечты» (1977) и «Падшая» (1980).
В 1980-х годах Део попробовал себя в качестве продюсера, выпустив несколько кинолент. Тем не менее, его продюсерская компания Ramesh Deo Productions получила известность как производитель рекламных роликов. Как режиссёр он поставил около восьми фильмов на маратхи, в том числе Chor Chor (1992), Jeeva Sakha (1992), Chal Gammat Karu (1994) и Senani Sane Guruji (1995).
Актёр продолжил играть в кино и XIX веке. Он исполнил роль основателя Шив сены Бала Текерея в драме 2014 Rajkaran (2011). Затем появился в роли добросердечного Каула Сахаба, который помогает главному герою в его борьбе с несправедливостью, в «Джолли — бакалавр юридических наук» (2013). Он также повторил свою роль в продолжении «Голубой реки» (1990) — Ghayal: Once Again (2016).
За вклад в кино Део был отмечен премией имени В. Шантарама вместе с женой в 2008 году и Filmfare Marathi Awards в 2015 году.
Скончался 2 февраля 2022 года в больнице Кокилабен Амбани в Мумбаи из-за сердечного приступа. Помимо жены Симы Део у него осталось двое сыновей: актёр Аджинкья Део и режиссёр Абхинай Део.